# Chaise rouge et bleue

La chaise rouge et bleue dans sa forme peinte la plus répandue (hêtre massif et contreplaqué laqués).

La chaise rouge et bleue, ou chaise Rietveld est une chaise dessinée par Gerrit Rietveld en 1917-1923 pour son nouveau magasin d'ameublement. Ce siège constitue une des premières explorations du mouvement artistique De Stijl et de l'esthétique néoplastique dans les trois dimensions, bouleversant l'histoire du mobilier, comme celle de l'architecture.

## Historique
| |  |  |
| Une filiation avec la chaise viking (voire la chaise de gardien ou chaise à palabre, siège traditionnel africain) dont les diagonales élémentaires structurent aussi la chaise longue des transatlantiques ? |  |  |

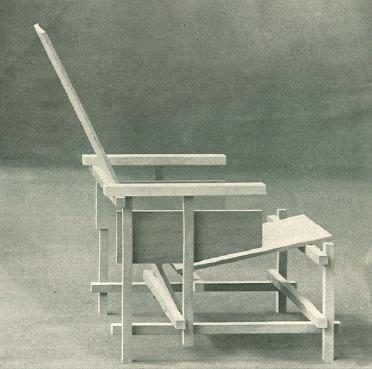
Prototype de la chaise (vers 1918).

La première version, la « chaise à latte », conçue initialement avec une finition en bois naturel (divers monochromes) n’est pas peinte et comporte treize morceaux de bois équarris, juxtaposés symétriquement puis fixés par des chevilles de bois invisibles de l'extérieur, ainsi que deux planches sous les accoudoirs. Adepte d'un art abstrait, austère et géométrique, Rietveld supprime ses flancs d'origine. Le dossier incliné à 25° par rapport à la verticale, et l'assise inclinée à près de 10° par rapport à l'horizontale, fixés aux barreaux, ne se touchent pas. L'artiste lui donne ses couleurs primaires vers 1923, après avoir rejoint officiellement le mouvement De Stijl et rencontré Piet Mondrian. La chaise « Rouge et bleue » est alors laquée avec cette palette de couleurs pures incluant le jaune qui masque les sections, ou additionnée de noir, blanc et gris, si spécifiques à ce mouvement.
Le fabricant de meubles italien Cassina acquiert les droits de réédition du mobilier Rietveld en 1972, et commence en 1973 la production industrielle de cette chaise, manifeste du mouvement néoplastique dans le domaine de l'ameublement. « Associée à l'excellence, cette entreprise milanaise édite le design d'avant-garde, historique et contemporain…Poncés et perforés, 13 morceaux de hêtre de même section, montants et barreaux de la base, sont ajustés, collés et maintenus dans des gabarits, pour sécher sous presse. Une fois assemblée et solidiﬁée, la structure de base reçoit les accoudoirs. Après une première couche noire, un jus transparent révèle les veinures et uniﬁe les surfaces ».
Les historiens de l'art ont cherché une filiation de cette chaise avec celles de l'Américain Frank Lloyd Wright, de l'Écossais Charles Rennie Mackintosh, du néerlandais Hendrik Petrus Berlage ou de son étudiant Piet Klaarhamer (nl), du Viennois Josef Hoffmann ou de bien d'autres architectes et designers.
Un exemplaire et le prototype de cette chaise est conservé au MoMA. D’autres versions existent, dans d'autres colorations. Paul Citroen en possédait un exemplaire de couleur noire avec des extrémités blanches.

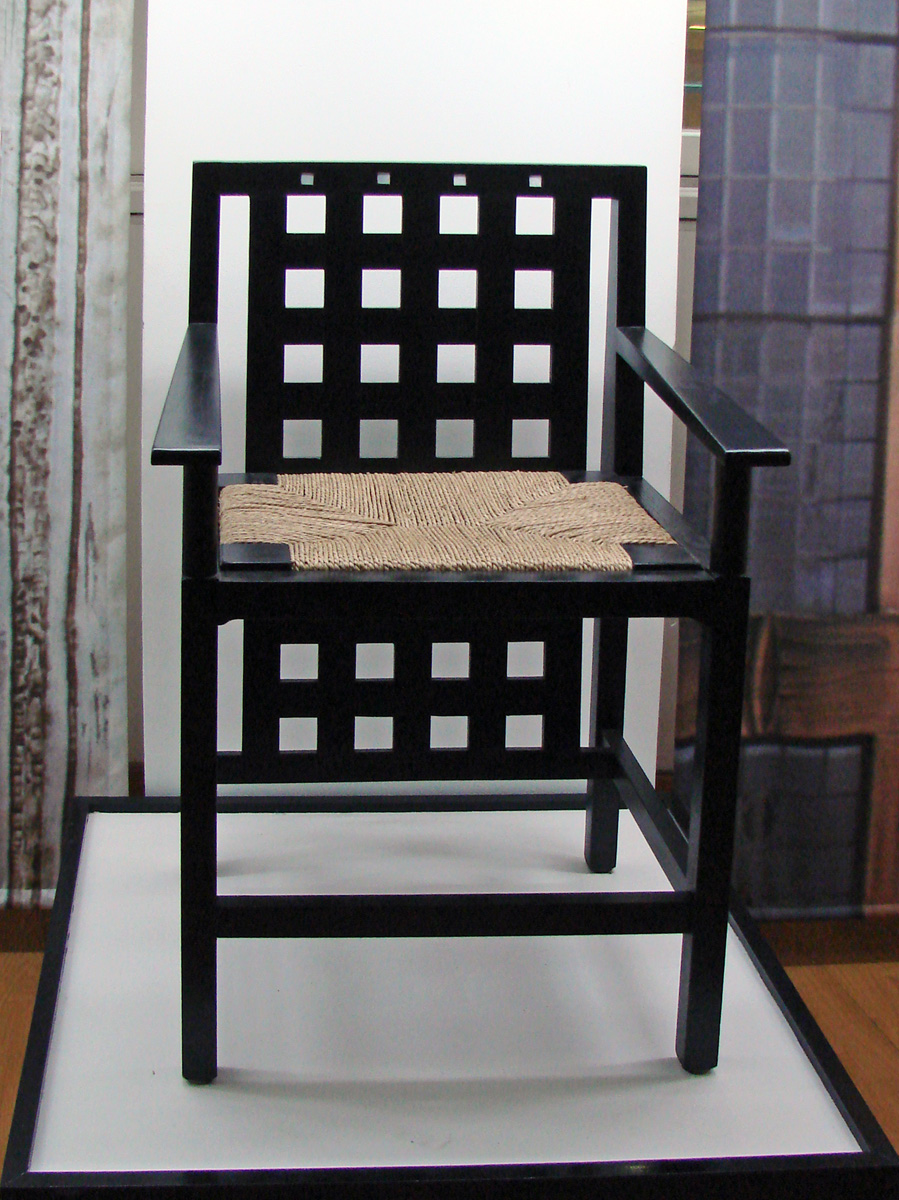
Siège de Mackintosh (1897).
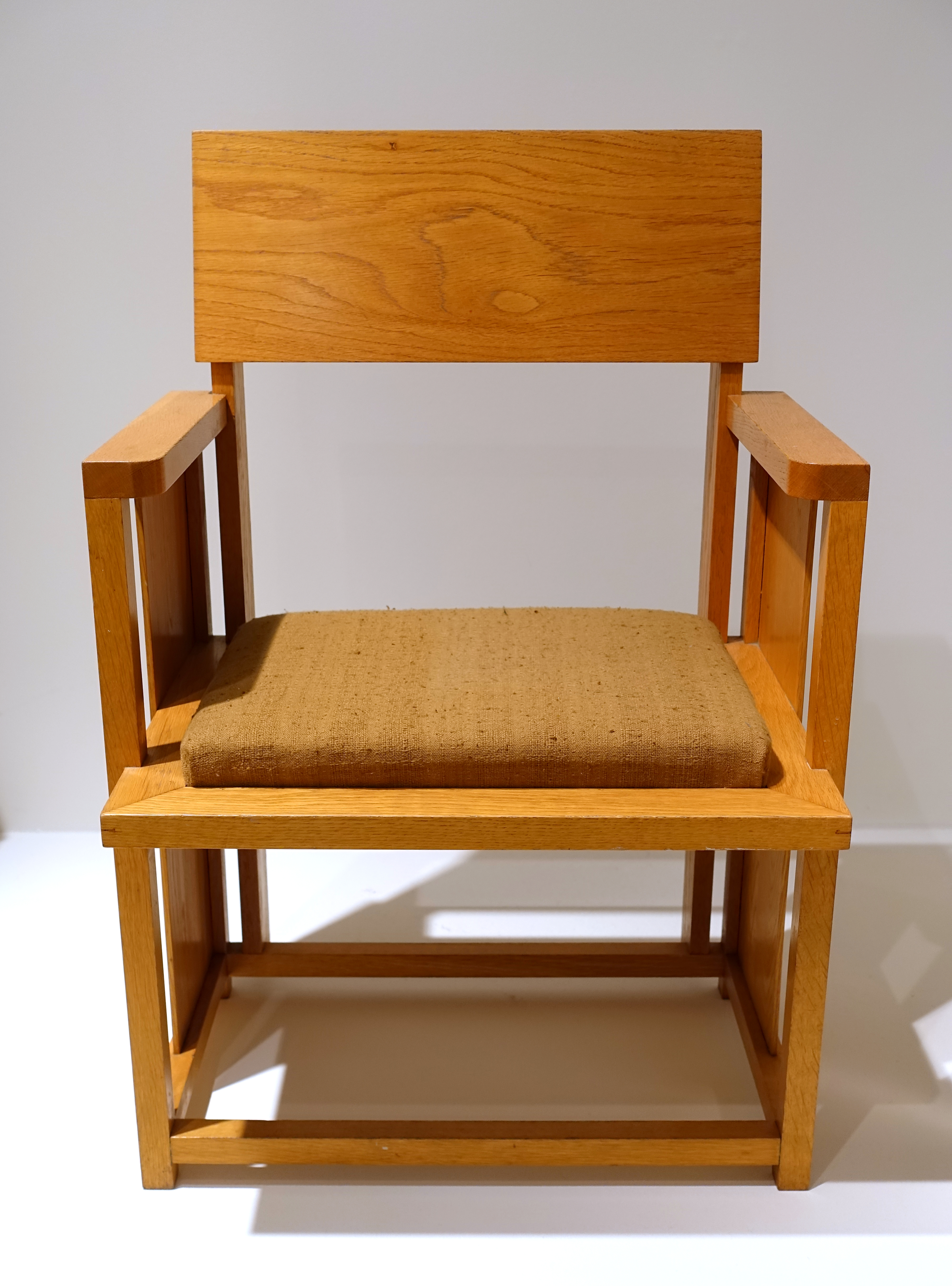
Chaise de Wright (1903).
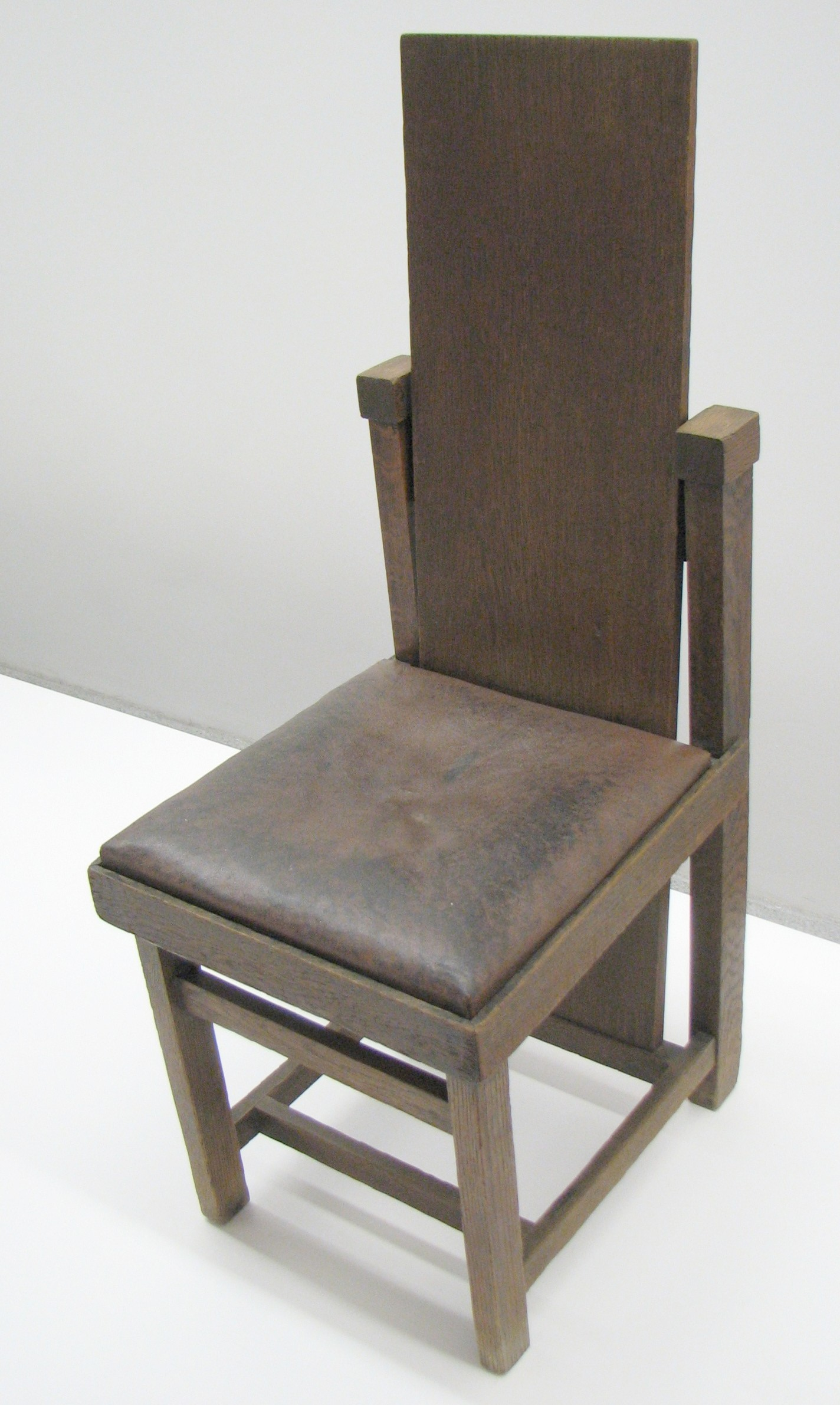
Autre chaise de Wright (1903).
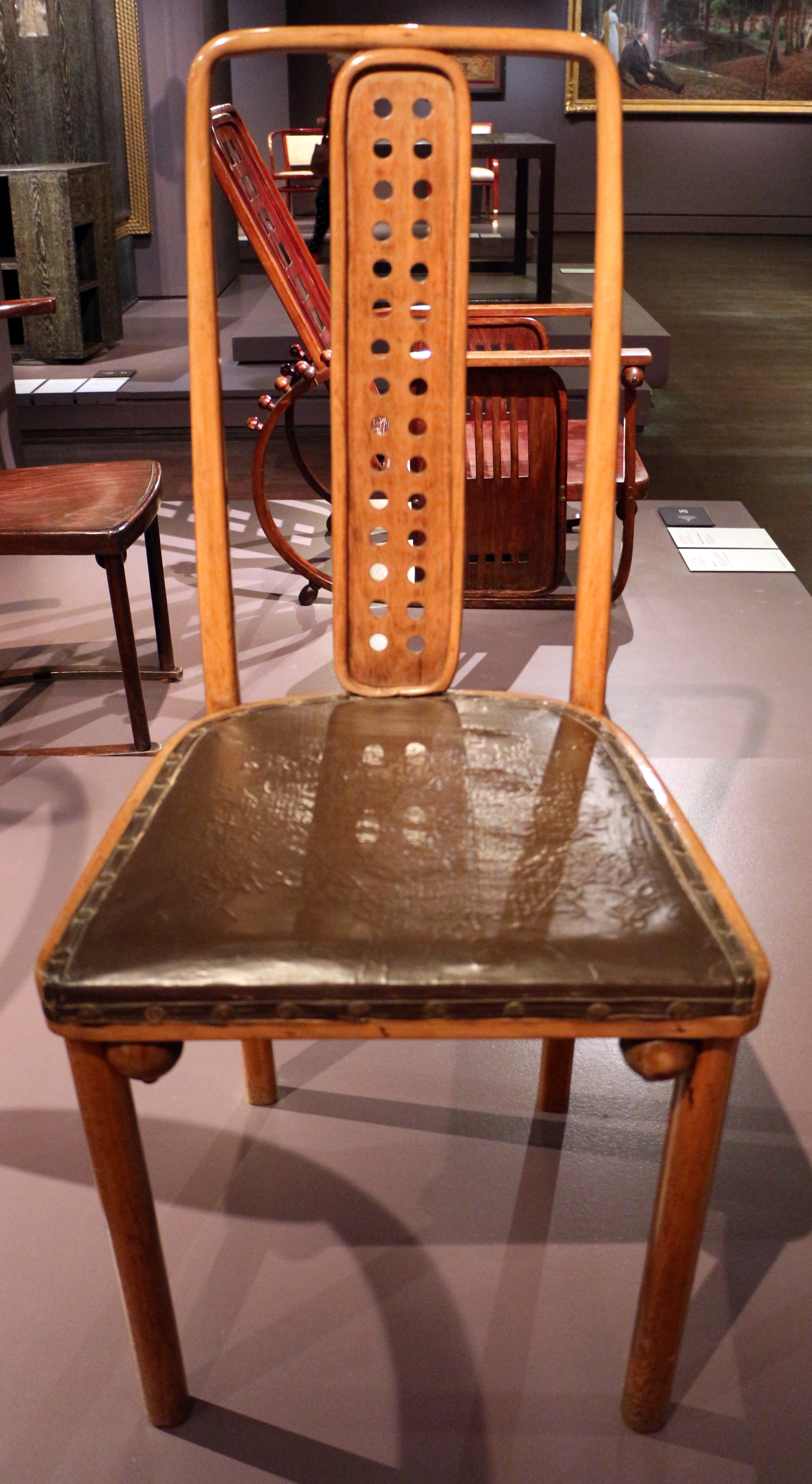
Chaise d'Hoffmann (1904).
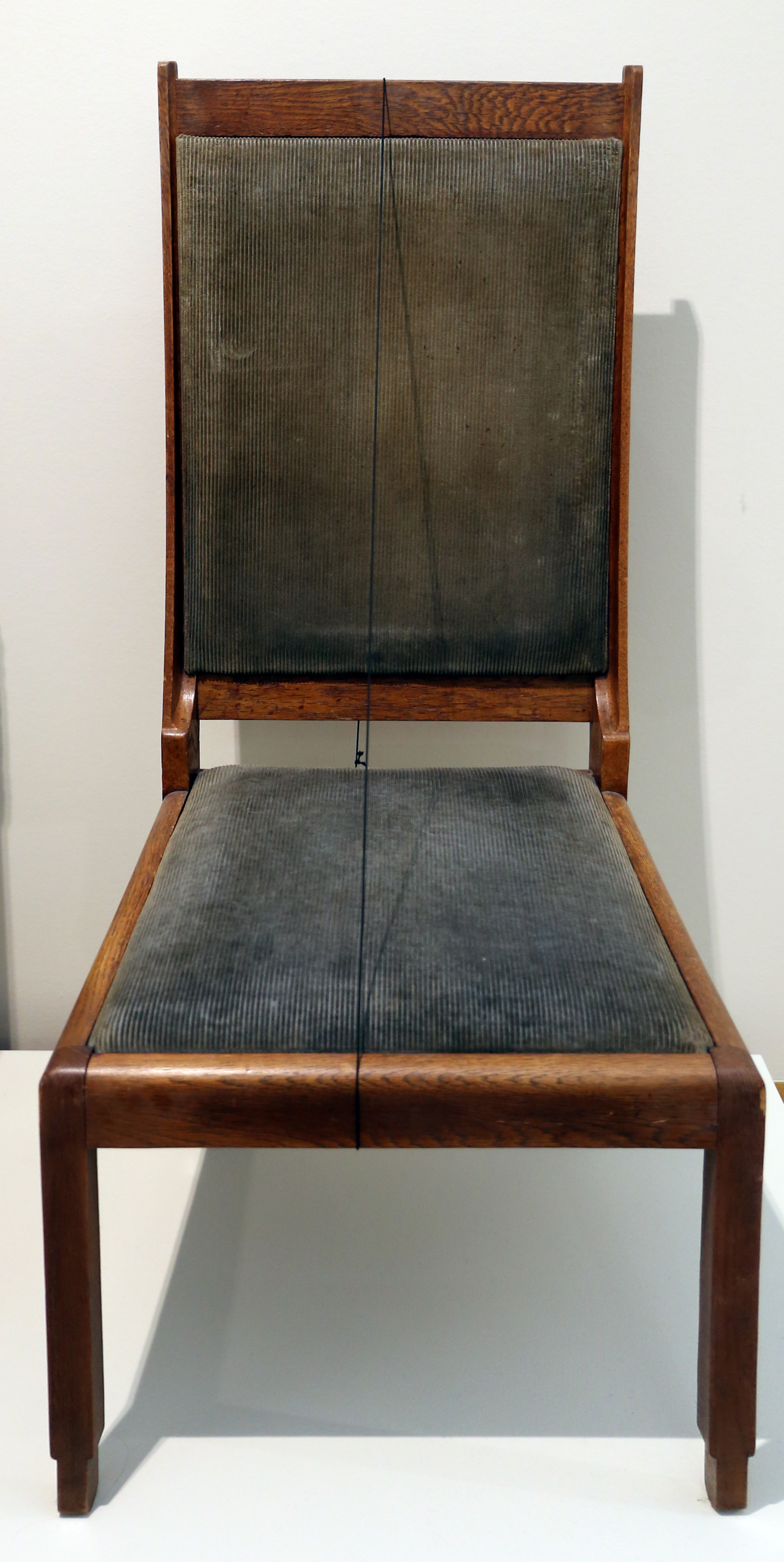
Chaise de Berlage (1910).

## Une illustration de la synthèse des arts plastiques
| |  |  |
| Chaise Rietveld, véritable équivalent fonctionnel au tableau abstrait de Mondrian Composition avec grand plan rouge, jaune, noir, gris et bleu (1921). |  |  |

L'idée directrice du néoplasticisme est l'aspiration à une synthèse des arts plastiques (peinture, sculpture, architecture, arts appliqués) en recherchant l'abstraction des formes et de la couleur par l'emploi de la ligne droite, des couleurs primaires et des non-couleurs (gris, noir et blanc).

Selon Catherine Auguste, designer de meubles contemporains, 
« dans la chaise rouge et bleue, toutes les parties sont nettement enchevêtrées, les barreaux du piétement dépassent au-delà de leur utilité proposant un espace nullement limité. Il en est de même des lignes noires de la peinture de Mondrian qui semblent se prolonger au-delà du cadre, jouant ainsi sur le contraste ouverture-fermeture de l’espace… Rietveld utilise la palette des primaires de Mondrian, inscrivant sa chaise plus parfaitement dans le langage de l’entrelacement et des projections dans l’espace propres à De Stijl :

- le noir pour les barreaux comme Mondrian avec ses lignes noires de délimitation.
- les couleurs primaires rouge massif et bleu lourd pour les surfaces principales du dossier et de l’assise ; le jaune soulignant les extrémités des barreaux et mettant ainsi en valeur toutes les surfaces.

La chaise devenue rouge et bleue se présente alors comme une transposition en trois dimensions de la peinture de Mondrian. »

## Postérité
| |
| Rietveld poursuit ses expérimentations et conçoit en 1923 la « chaise Berlin » qui emprunte au vocabulaire esthétique d'avant-garde de la chaise Rouge et bleue, et bouscule la construction classique (asymétrie, suppression des quatre pieds). |

| |
| Il réalise en 1927 la « chaise Beugel Stoel » dont la fabrication en série est facilitée par la simplicité de sa conception (deux montants en tube de métal qui soutiennent l'assise monobloc cintrée laquée. |